# Carlos Carbonell Gil
Carlos Carbonell Gil (Valencia, España, 12 de mayo de 1995), conocido deportivamente como Tropi, es un futbolista español que juega en la posición de centrocampista en el Águilas F. C. de la Segunda Federación.

## Carrera

### Valencia C. F.
Formado en la escuela del Valencia Club de Fútbol, se proclamó campeón de la División de Honor Juvenil de España 2013-14 en el grupo VII con el técnico Rubén Baraja, y ese verano de 2014 ascendió, junto con otros compañeros, al primer filial valencianista, el Valencia Mestalla, entrenado por Curro Torres para disputar la temporada 2014-15 Pronto se hizo con la titularidad en el Mestalla, y en enero de 2015, tras una reunión del entrenador Nuno Espírito Santo y el mánager deportivo Rufete, el técnico portugués anunció que tanto Tropi como Salva Ruiz subían al primer equipo. Tras varias convocatorias con el primer equipo, debutó en Primera División el 20 de marzo de 2015 en la jornada 28 contra el Elche C. F. en el estadio Martínez Valero, sustituyendo en los últimos minutos al capitán Dani Parejo y protagonizando además en una buena ocasión de peligro que desembocó en un saque de esquina que condujo al definitivo 0-4. Entró en un par de convocatorias más, pero siguió jugando con el filial. 
Aunque en el verano de 2015 hizo la pretemporada con el primer equipo de Nuno, la temporada 2015-16 siguió jugando en el Mestalla de Curro Torres, siendo titular indiscutible. Numerosas bajas en el primer equipo hicieron que Voro lo convocara para el partido de la 14.ª jornada frente al F. C. Barcelona en Mestalla, llegando a jugar incluso los minutos finales. Continuó participando en el equipo filial, pero el 25 de febrero de 2016 el británico Gary Neville le hizo debutar en competición europea entrando en el minuto 79 en sustitución de Javi Fuego en el estadio del Rapid Viena austríaco, en la vuelta de octavos de final de la Liga Europa.

### A. D. Alcorcón
El 25 de julio de 2016 se oficializó su llegada a la A. D. Alcorcón en calidad de cedido para dos temporadas. Debutó en la 1.ª jornada frente a la S. D. Huesca en el Santo Domingo. Empezó con poca participación durante la temporada pero en la segunda vuelta dispuso de muchos más minutos, hasta sumar un total de 19 encuentros en Liga, en la que finalmente el club logró la permanencia, y tuvo también una participación muy importante en los 8 encuentros que disputó el club en la Copa del Rey, histórica para el club porque nunca antes en la historia había alcanzado los cuartos de final de esta competición. Finalmente fue eliminado por el que sería subcampeón, el Deportivo Alavés. Al finalizar la temporada, Tropi y el club decidieron poner fin a su vinculación con el club madrileño.

### Lorca F. C.
En julio de 2017 firmó por el Lorca Fútbol Club, club en aquel entonces recién ascendido a la Segunda División y dirigido por el técnico Curro Torres, al que ya conocía de su etapa en el Valencia Mestalla.

### Etapa en Segunda B y Primera Federación
El 15 de agosto de 2018 llegó como jugador libre al Real Club Recreativo de Huelva, firmando por una temporada con el club onubense. Lograron el primer puesto del grupo 4 de Segunda División B pero no el ascenso al ser eliminado al perder las dos eliminatorias que jugaron. En verano de 2019 firmó por el filial del Club Atlético de Madrid por dos temporadas para seguir jugando en Segunda División B.
En septiembre de 2020 se convirtió en jugador del UCAM Murcia Club de Fútbol. El 27 de enero de 2022 se marchó de Murcia y recaló en el C. F. Rayo Majadahonda.
Tras esos meses en Majadahonda, el 28 de julio se unió al Unionistas de Salamanca C. F. para la temporada 2022-23. Esta la completó en el C. D. Atlético Baleares, equipo al que llegó en el mes de enero. En agosto de ese mismo año fichó por el Águilas F. C.

## Clubes
- Actualizado el 4 de mayo de 2025.[16]

| Club                           | País   | Año       | Partidos | Goles |
| ------------------------------ | ------ | --------- | -------- | ----- |
| Valencia C. F. Mestalla        | España | 2014-2016 | 63       | 3     |
| Valencia C. F.                 | España | 2015-2016 | 3        | 0     |
| A. D. Alcorcón                 | España | 2016-2017 | 27       | 0     |
| Lorca F. C.                    | España | 2017-2018 | 30       | 1     |
| Real Club Recreativo de Huelva | España | 2018-2019 | 40       | 2     |
| Club Atlético de Madrid "B"    | España | 2019-2020 | 17       | 1     |
| UCAM Murcia C. F.              | España | 2020-2022 | 24       | 0     |
| C. F. Rayo Majadahonda         | España | 2022      | 12       | 1     |
| Unionistas de Salamanca C. F.  | España | 2022-2023 | 20       | 2     |
| C. D. Atlético Baleares        | España | 2023      | 16       | 1     |
| Águilas F. C.                  | España | 2023-     | 61       | 3     |